# Estadio La Veigona
El estadio de la Veigona es un estadio de fútbol situado en la localidad de Luarca que se encuentra situada en el oeste del Principado de Asturias en España. En este estadio disputa sus partidos como local el Luarca CF que milita en Tercera División de España. El estadio tiene unas dimensiones de 105 x 70 metros y una capacidad de 1.500 espectadores además de contar con césped natural.